# RJ Cyler
Ronald «RJ» Cyler II (Jacksonville, Florida, 21 de marzo de 1995) es un actor estadounidense, más conocido por interpretar a Earl Jackson en Me and Earl and the Dying Girl y a Billy Cranston en Power Rangers.

## Primeros años
Cyler fue criado en Jacksonville, Florida, y es el menor de los tres hijos de Katina, una cocinera, y Ronald Cyler, un camionero. Sus padres vendieron todo lo que tenían para trasladarse a California en 2013. Estuvieron sin hogar hasta que Cyler consiguió su papel en la película Me and Earl and the Dying Girl.

## Carrera
En 2013, Cyler apareció en el cortometraje Second Chances. En 2015 consiguió su mayor actuación cuando coprotagonizó la película Me and Earl and the Dying Girl, basada en el libro del mismo nombre de Jesse Andrews. La película tuvo su estreno mundial en el Festival de Cine de Sundance el 25 de enero de 2015. Poco después del estreno, Fox Searchlight Pictures adquirió los derechos de distribución de la película y la lanzó el 12 de junio de 2015. En 2016 interpretó a Luke Brown en la serie de HBO, Vice Principals.
En enero de 2017, Cyler fue introducido en el reparto de I'm Dying Up Here, un drama de Showtime producido por Jim Carrey. En marzo de 2017 se unió al elenco de White Boy Rick, dirigido por Yann Demange. .
Cyler interpretó a Billy Cranston / Blue Ranger, en el remake del 2017 de la película de los Power Rangers de Lionsgate Films.

## Filmografía

### Películas
| Año  | Título                         | Papel                      | Notas |  |
| ---- | ------------------------------ | -------------------------- | --- |  |
| 2013 | Second Chances                 | R. J.                      | Cortometraje |  |
| 2015 | Me and Earl and the Dying Girl | Earl                       | Nominado — Premio de la Sociedad de Críticos de Cine de San Diego por Mejor Actor de Reparto. Nominado — Critics' Choice Movie Award por Mejor Intérprete Joven |  |
| 2017 | Power Rangers                  | Billy Cranston/Blue Ranger | |  |
| 2017 | War Machine                    | Andy Moon                  | |  |
| 2017 | Everything, Everything         | Vinny                      | |  |
| 2018 | Sierra Burgess Is a Loser      | Dan                        | |  |
| 2018 | White Boy Rick                 | Rudell Curry               | |  |
| 2021 | R#J                            | Benvolio                   | |  |
| 2021 | The Harder They Fall           | James Beckwourth           | |  |
| 2023 | The Book of Clarence           | Elijah                     | |  |
| TBA  | Emergency                      |                            | En Rodaje |  |

### Televisión
| Año  | Título            | Papel                     | Notas                                                                                      |
| ---- | ----------------- | ------------------------- | ------------------------------------------------------------------------------------------ |
| 2016 | Vice Principals   | Luke Brown                | 3 episodios                                                                                |
| 2017 | I'm Dying Up Here | Adam Proteau              |                                                                                            |
| 2019 | Scream            | Marcus ElliotDeion Elliot | Rol principal, 6 episodios (temporada 3) Episodio: "The Man Behind the Mask" (temporada 3) |